# Carlo di Gonzaga-Nevers
Carlo di Gonzaga-Nevers, alias Carlo II (22 ottobre 1609 – Cavriana, 14 agosto 1631), era figlio del duca di Mantova Carlo I di Gonzaga-Nevers e di Caterina di Lorena.

## Biografia
Carlo I, alla morte di Vincenzo II Gonzaga, ultimo duca del ramo principale Gonzaga, fece sposare il figlio Carlo a Mantova il 25 dicembre 1627 Maria Gonzaga, figlia di Francesco IV Gonzaga.
Maria portava in dote dei diritti sul Ducato del Monferrato, il cui titolo suo suocero acquisì per sé con l'intento poi di trasmetterlo a Carlo. Tuttavia Cesare II Gonzaga signore di Guastalla rivendicò il titolo di Duca di Mantova, scatenando la guerra di successione di Mantova e del Monferrato, durata dal 1628 al 1631.
Carlo morì il 14 agosto 1631 nel castello di Cavriana dove era convalescente, lasciando due bambini piccoli. Il suo unico figlio maschio Carlo divenne dunque il duca alla morte di Carlo I nel 1637 col nome di Carlo II. Avendo solo otto anni fu reggente per lui la madre Maria.
La figlia Eleonora Gonzaga-Nevers divenne Imperatrice sposando Ferdinando III d'Asburgo
Fu sepolto nel santuario di Santa Maria delle Grazie, alle porte di Mantova.

## Discendenza
Carlo e Maria ebbero due figli:
- Eleonora (Mantova, 18 novembre 1630-Vienna, 6 dicembre 1686), moglie dell'imperatore Ferdinando III d'Asburgo;
- Carlo (Mantova, 31 ottobre 1629 – Mantova, 14 agosto 1665), che succederà al nonno.

## Ascendenza
|                              |                      |                              | Genitori                    |  |  | Nonni |  |  | Bisnonni            |  |  | Trisnonni            |  |
|                              |                      |                              |                             |  |  |       |  |  | Federico II Gonzaga |  |  | Francesco II Gonzaga |  |
|                              |                      |                              |                             |  |  |       |  |  | Federico II Gonzaga |  |  | Francesco II Gonzaga |  |
|                              |                      | Isabella d'Este              |                             |  |  |       |  |  | Federico II Gonzaga |  |  |                      |  |
| Ludovico Gonzaga-Nevers      |                      |                              |                             |  |  |       |  |  | Federico II Gonzaga |  |  |                      |  |
|                              |                      | Margherita Paleologa         | Guglielmo IX del Monferrato |  |  |       |  |  |                     |  |  |                      |  |
|                              |                      | Margherita Paleologa         | Guglielmo IX del Monferrato |  |  |       |  |  |                     |  |  |                      |  |
|                              |                      | Margherita Paleologa         | Anna d'Alençon              |  |  |       |  |  |                     |  |  |                      |  |
| Carlo I di Gonzaga-Nevers    |                      | Margherita Paleologa         |                             |  |  |       |  |  |                     |  |  |                      |  |
|                              |                      | Francesco I di Nevers        | Carlo II di Cleves Nevers   |  |  |       |  |  |                     |  |  |                      |  |
|                              |                      | Francesco I di Nevers        | Carlo II di Cleves Nevers   |  |  |       |  |  |                     |  |  |                      |  |
|                              |                      | Francesco I di Nevers        | Maria di Albret             |  |  |       |  |  |                     |  |  |                      |  |
| Enrichetta di Nevers         |                      | Francesco I di Nevers        |                             |  |  |       |  |  |                     |  |  |                      |  |
|                              |                      | Margherita di Vendôme        | Carlo IV di Borbone-Vendôme |  |  |       |  |  |                     |  |  |                      |  |
|                              |                      | Margherita di Vendôme        | Carlo IV di Borbone-Vendôme |  |  |       |  |  |                     |  |  |                      |  |
|                              |                      | Margherita di Vendôme        | Francesca d'Alençon         |  |  |       |  |  |                     |  |  |                      |  |
| Carlo di Gonzaga-Nevers      |                      | Margherita di Vendôme        |                             |  |  |       |  |  |                     |  |  |                      |  |
|                              | Francesco I di Guisa | Claudio I di Guisa           |                             |  |  |       |  |  |                     |  |  |                      |  |
|                              | Francesco I di Guisa | Claudio I di Guisa           |                             |  |  |       |  |  |                     |  |  |                      |  |
|                              | Francesco I di Guisa | Antonia di Borbone-Vendôme   |                             |  |  |       |  |  |                     |  |  |                      |  |
| Carlo di Guisa               | Francesco I di Guisa |                              |                             |  |  |       |  |  |                     |  |  |                      |  |
|                              |                      | Anna d'Este                  | Ercole II d'Este            |  |  |       |  |  |                     |  |  |                      |  |
|                              |                      | Anna d'Este                  | Ercole II d'Este            |  |  |       |  |  |                     |  |  |                      |  |
|                              |                      | Anna d'Este                  | Renata di Francia           |  |  |       |  |  |                     |  |  |                      |  |
| Caterina di Lorena           |                      | Anna d'Este                  |                             |  |  |       |  |  |                     |  |  |                      |  |
|                              |                      | Onorato II di Savoia-Villars | Renato di Savoia-Villars    |  |  |       |  |  |                     |  |  |                      |  |
|                              |                      | Onorato II di Savoia-Villars | Renato di Savoia-Villars    |  |  |       |  |  |                     |  |  |                      |  |
|                              |                      | Onorato II di Savoia-Villars | Anna Lascaris               |  |  |       |  |  |                     |  |  |                      |  |
| Enrichetta di Savoia-Villars |                      | Onorato II di Savoia-Villars |                             |  |  |       |  |  |                     |  |  |                      |  |
|                              |                      | Jeanne de Foix               | Alain de Foix               |  |  |       |  |  |                     |  |  |                      |  |
|                              |                      | Jeanne de Foix               | Alain de Foix               |  |  |       |  |  |                     |  |  |                      |  |
|                              |                      | Jeanne de Foix               | Françoise de Montpezat      |  |  |       |  |  |                     |  |  |                      |  |
|                              |                      | Jeanne de Foix               |                             |  |  |       |  |  |                     |  |  |                      |  |